# راتبور
راتبور (به لاتین: Ratboř) یک منطقهٔ مسکونی در جمهوری چک است که در ناحیه کولین واقع شده‌است.